# Bobby Gibbes
Robert Henry Maxwell "Bobby" Gibbes (Young, 6 de maio de 1916 – Sydney, 11 de abril de 2007) foi um piloto da Real Força Aérea Australiana durante a Segunda Guerra Mundial. Tornou-se um ás da aviação e foi condecorado com inúmeras condecorações, entre elas a Ordem de Serviços Distintos, a Cruz de Voo Distinto e a Ordem da Austrália.